# 楊凌農業高新技術産業示範区
楊凌農業高新技術産業示範区（ようりょうのうぎょうこうしんぎじゅつさんぎょうしはんく）は、中華人民共和国陝西省にある中国で唯一の農業高新技術産業示範区。略称は楊凌区または楊凌示範区。面積94平方キロ、人口15万人(2002年)。陝西省の直轄区で、地級行政区のステータスを持ち、区内に県級行政区である楊陵区を持つ。

## 歴史
1997年7月に楊凌農業高新技術産業示範区の設立。

## 地理
関中平原中部に位置する。

## 行政
1市轄区を管轄下に置く。
- 楊陵区

## 教育
- 西北農林科技大学